# Канамаш
Канамаш — деревня в Малмыжском районе Кировской области. Входит в состав Каксинвайского сельского поселения.

## География
Через деревню протекает река Каксинвай. Деревня расположена в 2 км от реки Малая Шабанка в 14 км от реки Вятка.
Через всю деревню проходит Канамашская улица протяжённостью в 1,6 км.

## История
Первое упоминание о деревне датируется 1926 годом.

## Население
| 2010 |
| ---- |
| 43   |